# Мозги (субпродукт)
Мозги — мякотный субпродукт переработки крупного и мелкого рогатого скота и свиней. В пищу идут мозги свиней, белок, лошадей, коров, обезьян, кур и коз. Во многих культурах различные виды мозгов считаются деликатесом.

## Культура употребления
Мозг животных используют в блюдах французской кухни, таких как cervelle de veau и tête de veau. Блюдо, называемое en:Magaj, популярно в Гуджарате, Пакистане и Бангладеш. В турецкой кухне мозг может быть жареным и запечённым. Также его можно употреблять как салат.
Подобные деликатесы встречаются по всему миру, например мексиканское tacos de sesos. В Камеруне племя Аньян практикует традицию, по которой новый вождь племени употребляет мозг загнанной гориллы, а другой высокопоставленный член племени съедает сердце. В падангской кухне популярным блюдом является гулай из телячьего мозга. В кубинской кухне «оладьи из мозга» готовят путём покрытия кусочков мозга хлебной крошкой и последующей их обжарки.
Некоторые археологические находки подтверждают, что траурные ритуалы европейских неандертальцев также включали употребление мозга.

## Риски употребления мозга
Употребление мозга может привести к заражению смертельной губчатой энцефалопатией как вариант к болезни Крейтцфельдта-Якоба и другим прионным заболеваниям. Другое прионное заболевание — куру — может быть получено в результате погребального ритуала, проводимого среди народа форе, при котором близкий к смерти съедает мозг уже умершего, чтобы создать ощущение бессмертия.
В охотничьем сообществе хорошо известно, что мозг североамериканских диких животных не следует употреблять в пищу в связи с риском передачи хронической изнуряющей болезни. Мозг по-прежнему полезен охотникам тем, что у большинства животных достаточно мозгового вещества для использования его в дублении их же шкур.